# New York Red Bulls 2020
 Questa voce raccoglie le informazioni riguardanti il New York Red Bulls nelle competizioni ufficiali della stagione 2020.

## Stagione
La stagione 2020 dei New York Red Bulls si apre con il match di campionato contro il FC Cincinnati, vinto per 3-2. Da marzo ad agosto il campionato si ferma a causa della pandemia di COVID-19. La U.S. Open Cup e la neonata Leagues Cup vengono cancellate. I NYRB prendono parte alla MLS is Back Tournament, terminando il proprio cammino alla fase a gironi.

## Maglie e sponsor
| Casa | Trasferta |

## Organigramma societario
Dal sito internet ufficiale della società.
Area tecnica
- Allenatore: Chris Armas;[1] Gerhard Struber[3]
- Allenatore in seconda: Bradley Carnell
- Allenatore in terza: C.J. Brown
- Allenatore dei portieri: Preston Burpo
- Direttore sportivo: Denis Hamlett

## Rosa
Rosa e numerazione tratte dal sito ufficiale.
| N. |                        | Ruolo | Calciatore       |
| -- | ---------------------- | ----- | ---------------- |
| 1  | Danimarca (bandiera)   | P     | David Jensen     |
| 3  | Egitto (bandiera)      | D     | Amro Tarek       |
| 6  | Stati Uniti (bandiera) | D     | Kyle Duncan      |
| 7  | Stati Uniti (bandiera) | D     | Patrick Seagrist |
| 8  | Stati Uniti (bandiera) | C     | Jared Stroud     |
| 10 | Paraguay (bandiera)    | C     | Kaku             |
| 11 | Ghana (bandiera)       | A     | Samuel Tetteh    |
| 15 | Stati Uniti (bandiera) | D     | Sean Nealis      |
| 16 | Inghilterra (bandiera) | C     | Dru Yearwood     |
| 17 | Stati Uniti (bandiera) | C     | Ben Mines        |
| 18 | Stati Uniti (bandiera) | P     | Ryan Meara       |
| 19 | Stati Uniti (bandiera) | A     | Alex Muyl        |
| 20 | Inghilterra (bandiera) | C     | Joshua Sims      |
| 21 | Stati Uniti (bandiera) | D     | Omir Fernandez   |
| 22 | Francia (bandiera)     | C     | Florian Valot    |

| N. |                        | Ruolo | Calciatore        |
| -- | ---------------------- | ----- | ----------------- |
| 23 | Venezuela (bandiera)   | C     | Cristian Cásseres |
| 24 | Francia (bandiera)     | D     | Jason Pendant     |
| 25 | Danimarca (bandiera)   | A     | Mathias Jørgensen |
| 26 | Stati Uniti (bandiera) | D     | Tim Parker        |
| 27 | Stati Uniti (bandiera) | C     | Sean Davis        |
| 33 | Stati Uniti (bandiera) | D     | Aaron Long        |
| 39 | Inghilterra (bandiera) | D     | Mandela Egbo      |
| 40 | Stati Uniti (bandiera) | P     | Kendall McIntosh  |
| 42 | Stati Uniti (bandiera) | A     | Brian White       |
| 47 | Stati Uniti (bandiera) | D     | John Tolkin       |
| 74 | Stati Uniti (bandiera) | A     | Tom Barlow        |
| 77 | Austria (bandiera)     | C     | Daniel Royer      |
| 80 | Stati Uniti (bandiera) | C     | Chris Lema        |
| 90 | Germania (bandiera)    | C     | Marc Rzatkowski   |

## Risultati

### Major League Soccer

#### Regular season
| Arbitro: | Gantar |

|                               |           |                      |
| Duncan 16’ Kaku 27’ Royer 70’ | Marcatori | 46’ Cruz 83’ Locadia |

| Arbitro: | Mendoza |

|                |           |                  |
| Kreilach 90+1’ | Marcatori | 13’ Cásseres Jr. |

| Arbitro: | Chapman |

|            |           |  |
| Duncan 59’ | Marcatori |  |

| Arbitro: | Vazquez |

|               |           |  |
| Przybyłko 31’ | Marcatori |  |

| Arbitro: | Marrufo |

|         |           |               |
| Bou 41’ | Marcatori | 35’ Fernandez |

| Arbitro: | Saghafi |

|  |           |             |
|  | Marcatori | 90+8’ Sorga |

| Arbitro: | Mendoza |

|  |           |                                     |
|  | Marcatori | 36’ Aaronson 68’ Przybyłko 78’ Real |

| Arbitro: | de Oliveira |

|  |           |                    |
|  | Marcatori | 29’ Long 60’ Royer |

| Arbitro: | Sibiga |

|  |           |                |
|  | Marcatori | 85’ Medunjanin |

| Arbitro: | Chilowicz |

|             |           |                                                 |
| Agudelo 39’ | Marcatori | 14’ (rig.) Egbo 49’ White 85’ Mines 90+1’ Royer |

| Arbitro: | Mendoza |

|                                    |           |          |
| Barlow 14’, 35’ Royer 56’ Kaku 57’ | Marcatori | 4’ Bojan |

| Arbitro: | Bazakos |

|                                |           |           |
| Dike 24’ Urso 50’ Carlos 90+5’ | Marcatori | 54’ Valot |

| Arbitro: | Villarreal |

|               |           |                            |
| Fernandez 53’ | Marcatori | 55’ Pellegrini 81’ Higuaín |

| Arbitro: | Marrufo |

|  |           |           |
|  | Marcatori | 47’ Clark |

| Arbitro: | Gonzales Jr. |

|                    |           |           |
| Pozuelo 23’ (rig.) | Marcatori | 77’ Clark |

| Arbitro: | Fischer |

|             |           |                 |
| White 90+5’ | Marcatori | 56’ (rig.) Nani |

| Arbitro: | Pekmic |

|                          |           |                        |
| Berič 51’ Frankowski 72’ | Marcatori | 39’ Duncan 90+2’ White |

| Arbitro: | Kelly |

|          |           |  |
| Long 89’ | Marcatori |  |

| Arbitro: | Dickerson |

|                                                             |           |                            |
| Castellanos 12’, 76’, 84’ (rig.) Mackay-Steven 42’ Ring 51’ | Marcatori | 18’ White 38’ Cásseres Jr. |

| Arbitro: | Unkel |

|                      |           |          |
| Barlow 24’ White 26’ | Marcatori | 50’ Endō |

#### Play-off
| Arbitro: | Chilowicz |

|                                        |           |                     |
| Santos 26’ (rig.) Nagbe 46’ Zardes 68’ | Marcatori | 23’ Clark 90’ White |

### MLS is Back Tournament

#### Fase a gironi
| Arbitro: | Chapman |

|  |           |          |
|  | Marcatori | 4’ Valot |

| Arbitro: | Touchan |

|                          |           |  |
| Zardes 22’ Zelarayan 47’ | Marcatori |  |

| Arbitro: | Oliveira |

|                           |           |  |
| Kubo 43’ Valot 56’ (aut.) | Marcatori |  |

## Statistiche

### Statistiche di squadra
| Competizione           | Punti | In casa | In casa | In casa | In casa | In casa | In casa | In trasferta | In trasferta | In trasferta | In trasferta | In trasferta | In trasferta | Totale | Totale | Totale | Totale | Totale | Totale | DR |
| Competizione           | Punti | G       | V       | N       | P       | Gf      | Gs      | G            | V            | N            | P            | Gf           | Gs           | G      | V      | N      | P      | Gf     | Gs     | DR |
| ---------------------- | ----- | ------- | ------- | ------- | ------- | ------- | ------- | ------------ | ------------ | ------------ | ------------ | ------------ | ------------ | ------ | ------ | ------ | ------ | ------ | ------ | -- |
| Major League Soccer    | 29    | 10      | 5       | 1       | 4       | 13      | 12      | 10           | 3            | 4            | 3            | 15           | 15           | 20     | 8      | 5      | 7      | 28     | 27     | +1 |
| Play-off               | -     | 0       | 0       | 0       | 0       | 0       | 0       | 1            | 0            | 0            | 1            | 2            | 3            | 1      | 0      | 0      | 1      | 2      | 3      | -1 |
| MLS is Back Tournament | 3     | 3       | -       | -       | -       | -       | -       | -            | -            | -            | -            | -            | -            | 3      | 1      | 0      | 2      | 1      | 4      | -3 |
| Totale                 | 31    | 10      | 5       | 1       | 4       | 13      | 12      | 11           | 3            | 4            | 4            | 17           | 18           | 24     | 9      | 5      | 10     | 31     | 34     | -3 |